# Wirada araucaria
Wirada araucaria is een spinnensoort in de taxonomische indeling van de kogelspinnen (Theridiidae).
Het dier behoort tot het geslacht Wirada. De wetenschappelijke naam van de soort werd voor het eerst geldig gepubliceerd in 2009 door Lise, Silva & Bertoncello.